# Brendan a tajemství Kellsu
Brendan a tajemství Kellsu je irsko-francouzsko-belgický animovaný film z roku 2009 produkovaný společností Cartoon Saloon.
Premiéru měl dne 8. února 2009 na Berlínském mezinárodním filmovém festivalu. Film získal dvě ceny diváků, jednu na Annecy International Animated Film Festival a druhou na MFF v Edinburghu. Dále byl mj. oceněn na francouzském Mezinárodním festivalu animovaného filmu.

## Děj
Brendan je malý kluk, kterého vychovává strýc v jednom irském opatství. Když dorazí starý iluminátor Aidan píšící knihu z Kellsu, vyrazí Brendan pro suroviny na inkoust do zapovězeného lesa, kde se potká s dívkou Aisling. Iluminátor Aidan se svou kočkou prchá před barbary, kteří teď útočí i na toto starobylé opatství. Bohužel ztratil Kolumbovo oko, sklíčko, které mu pomáhalo při špatném zraku. Po útoku pak spolu s chlapcem knihu dokončují.
Film uzavírá série scén s dokončenými iluminovanými stránkami knihu z Kellsu, které při pohledu ožívají.

### Zajímavosti
Hrdinka Aisling se jmenuje podle žánru irské poezie ze 17. století. V irštině znamená její jméno noční sen. Jméno kočky Pangur Ban použil již v 8. století irský mnich pro kočku ve své básni.